# Patentrecherche
Unter einer Patentrecherche versteht man eine Suche nach technischen Schutzrechtsveröffentlichungen (Patentschriften, Patentanmeldungen, Gebrauchsmusterveröffentlichungen). Davon abzugrenzen sind Recherchen nach nicht-technischen Schutzrechtsveröffentlichungen (Designs (Geschmacksmuster), Marken).

## Recherchearten

### Recherche zum Stand der Technik / Neuheitsrecherche
Recherchen zum Stand-der-Technik haben das Ziel, den zum Zeitpunkt der Recherche publizierten Entwicklungsstand einer bestimmten Technologie zu klären. Auf diese Weise können Doppelentwicklungen vermieden werden. Zeit- und kostenintensive F&E-Projekte sollten von Recherchen zum Stand der Technik begleitet werden.
Recherchen zum Stand der Technik können auch das Ziel haben, die Neuheit einer Erfindung zu klären. In diesem Fall sollen neuheitsschädliche Vorveröffentlichungen gefunden werden, die vor dem Anmeldetag bzw. dem Prioritätstag der Patentanmeldung oder der Gebrauchsmustereintragung publiziert wurden. Maßgeblich ist der weltweite Stand der Technik. Recherchen zum Stand der Technik werden deshalb ohne geografische Beschränkungen durchgeführt.
Neuheitsschädliche Vorveröffentlichungen können u. a. Patentpublikationen, Publikationen aus wissenschaftlichen oder technischen Zeitschriften, wissenschaftliche Arbeiten wie Dissertationen, aber auch andere Veröffentlichungen z. B. von Unternehmen sein. Eine Patentrecherche ist deshalb nur Teil einer Recherche zum Stand der Technik.
In amtlichen Patenterteilungsverfahren recherchieren die  Patentämter nach dem für eine Patentanmeldung relevanten Stand der Technik. In Recherche- und Prüfungsbescheiden listen Patentprüfer Vorveröffentlichungen auf, die als Patentzitate in weiterführenden Zitierungsrecherchen verwendet werden können.
Neuheitsrecherchen können auch von Dritten durchgeführt werden, um die Rechtsbeständigkeit eines erteilten Patents zu überprüfen. Auf diese Weise ermittelte Vorveröffentlichungen können z. B. verwendet werden, um innerhalb der neunmonatigen Einspruchsfrist beim Deutschen Patent- und Markenamt (DPMA) oder beim  Europäischen Patentamt (EPA) Einspruch gegen eine Patenterteilung einzulegen.

### Namensrecherche
Unter Namensrecherchen werden im Patentbereich die Suchen nach Patentanmeldern, Patentinhabern und/oder  Erfindern bzw. Erfinderinnen verstanden.
Bei der Suche nach Patentanmeldern oder Patentinhabern sollten mögliche Änderungen der Namen z. B. durch Umfirmierungen, Unternehmensübernahmen oder Unternehmenszusammenschlüssen berücksichtigt werden. Einige Patentdatenbanken dokumentieren derartige Änderungen und ermöglichen Suchen nach ehemaligen und aktuellen Patentanmeldern bzw. Patentinhabern.

### FTO-bezogene Recherche
FTO („Freedom-to-operate“) bezogene Recherchen haben das Ziel, störende technische Schutzrechte (anhängige Patentanmeldungen, erteilte und in Kraft befindliche Patente, in Kraft befindliche Gebrauchsmuster) zu identifizieren, die der gewerblichen Nutzung eines technischen Erzeugnisses oder eines technischen Verfahrens entgegenstehen. Speziell im Pharma- und Pflanzenschutzbereich müssen darüber hinaus  Ergänzende Schutzzertifikate (Supplementary Protection Certificates, SPCs) berücksichtigt werden.
Solche Recherchen sind Teil der Obliegenheiten im gewerblichen Handeln. Jeder Gewerbetreibende hat ganz allgemein die Pflicht, sich zu der für ihn und seine Vorhaben geltenden Rechtslage kundig zu machen, darunter auch die Patentrechtslage.
Im Gegensatz zu Recherchen zum Stand der Technik werden FTO-bezogene Recherchen immer auf diejenigen Länder eingeschränkt, die für die geplante gewerbliche Nutzung relevant sind. Dabei müssen neben nationalen Schutzrechten auch für das jeweiligen Land relevante regionale oder Internationale Patentanmeldungen berücksichtigt werden. Regionale Patentanmeldungen sind Europäische Patentanmeldungen, aber auch Patentanmeldungen, die bei der  Eurasischen Patentorganisation (EAPO), dem Golf-Kooperationsrat (GCC) oder der  Afrikanischen Regionalen Organisation für Geistiges Eigentum (ARIPO) eingereicht wurden.
Im Rahmen von FTO-bezogenen Recherchen sind nur solche Schutzrechte von Interesse, die entweder noch anhängig sind oder bereits erteilt wurden und durch Zahlung der Aufrechterhaltungsgebühren noch in Kraft sind. Damit können FTO-bezogene Recherchen zeitlich so eingeschränkt werden, dass nur Schutzrechte gefunden werden, die aufgrund ihres Zeitranges überhaupt noch aktiv sein können. In dafür geeigneten Patentdatenbanken können die Rechercheergebnisse auch von vornherein auf aktive Schutzrechte eingeschränkt werden.

### Rechtsstandrecherche
Rechtsstandrecherchen haben das Ziel, den aktuellen Status einer Patentanmeldung, eines Patents oder eines Gebrauchsmusters zu ermitteln. Im Zusammenhang mit FTO-bezogenen Recherchen ist damit meistens die Klärung der Frage gemeint, ob ein technisches Schutzrecht aktiv ist. Es können aber auch andere Veränderungen im Rechtsstand von Interesse sein, wie z. B. eine Änderung des Patentinhabers oder ein Einspruch Dritter gegen eine Patenterteilung.

### Patentfamilienrecherche
In Patentfamilienrecherchen werden parallele Schutzrechte einer Patentfamilie ermittelt, die direkt oder indirekt über mindestens eine gemeinsame Prioritätsanmeldung miteinander verbunden sind. Patentfamilien entstehen, wenn basierend auf einer Erstanmeldung Nachanmeldungen zum gleichen Erfindungsgegenstand entweder beim gleichen Patentamt oder bei mindestens einem anderen Patentamt getätigt werden. Nachanmeldungen sind in der Regel innerhalb der einjährigen  Prioritätsfrist möglich.
In Patentfamilienrecherchen wird geklärt, ob eine Erstanmeldung auf weitere Länder ausgedehnt wurde. Wenn z. B. eine europäische Patentanmeldung bereits bekannt ist, kann so geklärt werden, ob parallele Anmeldungen in weiteren Ländern wie z. B. in den USA oder in der VR China existieren.
Mit Wirkung auf Deutschland ist es möglich, dass innerhalb einer Patentfamilie parallele deutsche Gebrauchsmuster, deutsche Patentanmeldungen und europäische Patentanmeldungen vorliegen. Zum Beispiel auf Basis einer bekannten deutschen Patentanmeldung kann durch eine Patentfamilienrecherche geklärt werden, ob parallel z. B. eine europäische Patentanmeldung existiert.

### Patentüberwachung
Patentüberwachungen sind in regelmäßigen Abständen wiederholte Patentrecherchen. Patentklassifikationen, wie z. B. die Internationale Patentklassifikation (IPC) werden in Patentüberwachungen verwendet, um Technologien zu überwachen und damit auf dem aktuellen Stand zu bleiben. Zu Zwecken der Konkurrenzbeobachtung werden häufig auch Patentanmelder, Erfinder oder Erfinderinnen überwacht. Prinzipiell können Patentüberwachungen weltweit durchgeführt werden. Meistens erfolgt jedoch eine Einschränkung auf Patentpublikationen bestimmter Patentämter.

### Patentstatistik
Ergebnisse von Patentrecherchen können im Hinblick auf unterschiedliche bibliografische Daten statistisch ausgewertet werden. Patentstatistiken liefern Einblicke in aktuelle Technologietrends und sind Hilfsmittel zur Konkurrenz- und Wettbewerbsbeobachtung.
Im Zusammenhang mit Patentstatistiken genutzte bibliografische Daten von Patentpublikationen sind
- (Internationale) Patentklassifikationen
- Patentanmelder
- Erfinder, Erfinderinnen
- Prioritäts-, Anmelde- oder Publikationsjahre
- Anmeldeämter.

Eine Recherche zum Stand der Technik auf Basis von Patentklassifikationen kann statistisch in Bezug auf Patentanmelder, Publikationsjahre oder Länder (Anmeldeämter) ausgewertet werden. Für die interessierende Technologie erhält man so Informationen über die aktivsten Patentanmelder, die zeitliche Entwicklung der Anmeldeaktivität und die wichtigsten Zielmärkte.
Die statische Auswertung des Ergebnisses einer Namensrecherche nach einem Patentanmelder kann andererseits detaillierte Einblicke zu den Technologieschwerpunkten, den geografischen Schwerpunkten oder zur zeitlichen Entwicklung liefern.
Patentstatistiken werden meistens grafisch aufbereitet und in Form von Verlaufskurven, Balken- oder Kreisdiagramen dargestellt.

### Textbasierte Patentanalyse
Wenn zugrundeliegende Patentrecherchen in Volltextdatenbanken durchgeführt wurden, können die Zusammenfassungen, Patentansprüche oder Beschreibungen der Trefferdokumente mit Hilfe von Data-Mining- oder  Text-Mining-Tools inhaltlich erschlossen werden. Mit Hilfe von  künstlicher Intelligenz werden inhaltliche Korrelationen zwischen Patentdokumenten gefunden und Patentcluster mit ähnlichen inhaltlichen Schwerpunkten gebildet.
Die Ergebnisse solcher textbasierten Patentanalysen werden meistens in zwei- oder dreidimensionalen Patentlandkarten (Patent Landscapes) visualisiert.

## Latenz
In den meisten Patentordnungen werden Patentanmeldungen erst 18 Monate nach ihrer Anmeldung oder Priorität veröffentlicht. Vor der Veröffentlichung sind sie trotz Anhängigkeit und bestimmten Rechtswirkungen ab Anmeldung/Priorität weder inhaltlich noch bibliographisch erkennbar. Systematisch bedingt sind Patentrecherchen deshalb unvollständig.

## Patentdatenbanken

### Geschichte
Zu den originären Aufgaben von Patentämtern weltweit gehörte von Beginn an die Veröffentlichung von Patentdokumenten. In Deutschland veröffentlichte das  Kaiserliche Patentamt das erste deutsche Patent am 2. Juli 1877, unmittelbar nach seiner Gründung am 1. Juli 1877.
Bis in die Gegenwart unterhalten das Deutsche Patent- und Markenamt und regionale  Patentinformationszentren Recherchesäle, in denen vor Ort Patentschriften eingesehen und darüber hinaus Patentrecherchen durchgeführt werden können.
Im Laufe der 1980er und 1990er Jahre des 20. Jahrhunderts begannen die Patentämter, Patentschriften zunächst auf Mikrofilmen und Magnetbändern und später auf CD-ROM zu veröffentlichen.
Parallel dazu setzte im Laufe der 1980er Jahre die Entwicklung von Online-Patentdatenbanken ein. Dadurch waren Patentrecherchen nicht länger an stationäre Einrichtungen der Patentämter gebunden und wurden ortsunabhängig.
Als Anbieter von Online-Datenbanken (Host) für wissenschaftlich-technische Literatur wurde 1984  STN International gegründet. STN International wird gemeinsam vom  FIZ Karlsruhe und dem  Chemical Abstracts Service (CAS) in Columbus (USA) betrieben. Beide Organisationen hatten bereits im Vorfeld erste Online-Erfahrungen gesammelt, namentlich das FIZ Karlsruhe mit dem INKA Service seit 1978 und Chemical Abstracts mit CAS ONLINE seit 1980. 1988 wurde die Software STN Express bereitgestellt, mit der es möglich wurde, auf  Personal Computern unter Microsoft Windows in STN-Datenbanken zu recherchieren.
Zu den ersten STN-Datenbanken gehörte CAS ONLINE, die heute als CAPLUS fortgeführt wird. Da in den Chemical Abstracts seit ihrer Gründung 1907 neben chemischer Fachliteratur auch Patente mit Chemiebezug referenziert wurden, war CAS ONLINE / CAPLUS von Beginn an in Teilen auch eine Patentdatenbank. Als erste „reine“ STN-Patentdatenbank ging 1986 die PATDPA online, die Patentveröffentlichungen mit Wirkung auf die Bundesrepublik Deutschland abdeckte. 1993 folgte der Derwent World Patents Index als Patentdatenbank mit weltweiter Abdeckung. Im Laufe der Jahre hat STN das Patentdatenbankangebot kontinuierlich ausgebaut. Momentan ermöglicht STN den Zugriff auf ca. 47 Datenbanken mit Patentinhalten.
Weitere Entwicklungsschübe und ein wachsendes Angebot an Patentdatenbanken ermöglichten seit Mitte der 1990er Jahre das Internet bzw. das World Wide Web. Die Patentämter begannen, kostenlose Patentdatenbanken im Internet bereitzustellen.
Den Anfang machte 1995/1996 das  US-Patentamt (USPTO) mit der PatBib-Datenbank, in der nach bibliographischen Daten von US-Patenten seit 1976 gesucht werden konnte. 1998 erfolgte die Umstellung auf die Volltext-Datenbank PATFT. Das Europäische Patentamt und kooperierende nationale Patentämter aus Europa folgten 1998 mit den  Espacenet-Datenbanken. Das Deutsche Patent- und Markenamt entwickelte bis 1999 ein eigenes  Deutsches Patentinformationssystem (DEPATIS). Im Jahr 2000 wurde dieser Dienst der Öffentlichkeit in Form von DEPATISnet zur Verfügung gestellt.
Neben Datenbanken, die in sich erster Linie für bibliografische Suchen und Stand der Technik-Recherchen eigneten, entwickelten die Patentämter sukzessiv auch Datenbanken zur Abfrage von aktuellen Rechtsständen.
Bereits vor Beginn der Internet-Ära hatte das Deutsche Patent- und Markenamt das Schutzrechtsauskunftssystem DPINFO entwickelt, das einen Online-Zugriff auf Rechtsstandsdaten über Datex-P ermöglichte. Seit 2000 konnte über das Internet auf DPINFO zugegriffen werden. Im Jahr 2009 wurde DPINFO durch die amtliche Internetplattform DPMAregister ersetzt.
Das Europäische Patentamt startete 2001 das epoline Online European Patent Register, in dem Rechtsstandsdaten für europäischen Patentanmeldungen und Patente bereitgestellt wurden. 2004 entstand daraus das Register Plus, das zusätzlich auch die Akteneinsicht zum Verfahrensstand in Patentprüfungsverfahren beim Europäischen Patentamt ermöglichte. 2011 wurde Register Plus durch das Europäische Patentregister ersetzt. 2013 erfolgte die Erweiterung zum Vereinigten Europäischen Patentregister, in dem nationale Rechtsstände europäischer Patente dokumentiert werden.
Neben den durchgängig kostenlosen Angeboten der Patentämter kamen im Laufe der Zeit viele kostenpflichtige Patentdatenbanken privater Anbieter hinzu. Als eine der ersten ging 2003 die Datenbank PatBase des britischen Anbieters Minesoft Ltd. online.

### Recherchetechniken

#### Retrievalsprachen
Zur professionellen Recherche in Patentdatenbanken werden  Retrievalsprachen verwendet. In Kommandozeilen werden Such- oder Displaybefehle formuliert und an das Datenbanksystem übergeben. Die Verknüpfung von Suchbegriffen innerhalb einer Suchanfrage oder einzelner, durch Suchanfragen erzeugter Antwortsätze erfolgt durch  Boolesche Operatoren. Für Suchen nach Stichworten können neben Booleschen Operatoren auch  Wortabstandsoperatoren verwendet werden. Beispielsweise zur zeitlichen Einschränkung auf einen bestimmten Publikationszeitraum verfügen Retrievalsprachen außerdem über  Vergleichsoperatoren.
Patent- und Gebrauchsmusterschriften sind nach einem weltweit gültigen Standard aufgebaut. Auf den Titelblättern der Patentschriften sind die bibliografischen Daten nach  INID-Codes entsprechend dem WIPO Standard ST.9 strukturiert.
In Patentdatenbanken werden die bibliografischen Daten und die Textabschnitte von Patentschriften nach Feldern entsprechend der standardisierten Struktur abgelegt. Retrievalsprachen ermöglichen durch Wahl entsprechender Suchfelder die gezielte Suche nach bibliografischen Informationen wie z. B. Patentklassifikationen, Patentanmeldern oder Erfindern. Stichworte können gezielt in Titeln, Zusammenfassungen, Ansprüchen oder Volltexten gesucht werden.
Prototyp einer fortgeschrittenen Retrievalsprache ist STN Messenger zur Recherche in den STN-Datenbanken. In anderen Patentdatenbanken können zur professionellen Recherche ebenfalls Retrievalsprachen genutzt werden, die sich in Details von STN Messenger unterscheiden. Beispiele sind die Expertensuche in DEPATISnet oder die erweiterte Suche in Espacenet.

#### Formularbasierte Rechercheoberflächen
Zur Durchführung von Patentrecherchen ohne Kenntnis einer Retrivalsprache bieten internetbasierte Patentdatenbanken formularbasierte Rechercheoberflächen an. Auf den Rechercheoberflächen finden sich  Felder für zu suchende bibliografische Daten oder Stichworte, die häufig durch Operatoren miteinander verknüpft werden können. DEPATISnet beispielsweise bietet zwei entsprechende Recherchemodi, die als Basisrecherche und Erweiterte Recherche bezeichnet werden.

#### Ähnlichkeitssuchen
In Ähnlichkeitssuchen werden ausgehend von mindestens einer einschlägigen Patentschrift oder einem anderen einschlägigen Text automatisiert inhaltlich vergleichbare Patentschriften ermittelt. Alternativ können auch Textabschnitte aus Patenten oder anderen Schriften als Textvorlage verwendet werden. Ziel dieser Herangehensweise ist, für erfolgreiche Recherchen zum Stand der Technik nicht mehr darauf angewiesen zu sein, die „richtigen“ Stichworte oder Patentklassifikationen zu verwenden.
Für Ähnlichkeitssuchen werden aus der Textvorlage häufig vorkommende Stichworte („Konzepte“) extrahiert und zur anschließenden Suche nach ähnlichen Patenten verwendet. Falls Patentpublikationen als Vorlage verwendet werden, können als weitere Selektionskriterien deren u. a. Patentklassifikationen oder Patentzitate herangezogen werden.
Fortschrittlichere Ähnlichkeitssuchen verwenden statistische und semantische Methoden auf Basis künstlicher Intelligenz. Für die automatische Selektion relevanter Patentpublikationen aus großen Treffermengen wird Maschinelles Lernen eingesetzt.
Das Ergebnis von Ähnlichkeitssuchen ist eine Trefferliste, in der die Trefferdokumente nach abnehmender Ähnlichkeit in Bezug auf die Textvorlage sortiert sind.

### Exemplarische Patentdatenbanken

#### Kostenlose Patentdatenbanken

##### Recherchen zum Stand der Technik
- DEPATISnet - Deutsches Patent- und Markenamt (DPMA)
- Espacenet - Europäisches Patentamt
- Google Patents - Google LLC
- Lens - Cambia
- PATENTSCOPE - Weltorganisation für geistiges Eigentum (WIPO)
- PatFt, AppFT - US-Patentamt (USPTO)

##### Rechtsstandssrecherchen
- DPMAregister - DPMA
- Europäisches Patentregister - EPA
- Public PAIR - USPTO
- Patent Register Portal - WIPO

#### Kostenpflichtige Datenbanken
- Derwent Innovation – Clarivate
- Octimine – Dennemeyer Octimine GmbH
- Orbit Intelligence – Questel SAS
- PatBase – Minesoft Ltd.
- STN International – FIZ Karlsruhe / CAS
- TotalPatent One – LexisNexis GmbH
- predori – predori GmbH

Abgrenzungsmerkmale kostenpflichtiger Patendatenbanken gegenüber kostenlosen Angeboten sind u. a.
- Professionelle Suchmöglichkeiten (Retrievalsprachen) zur Realisierung komplexer Recherchestrategien
- Intellektuelle Aufbereitung der Primärdaten durch  Verschlagwortung (Indexierung)
- Recherchen in  maschinenübersetzten Volltexten z. B. asiatischer Patentdokumente
- Hervorheben (Highlighting) von Stichworten in Trefferdokumenten
- Ähnlichkeitssuchen
- Instrumente zur statistischen Auswertung von Rechercheresultaten
- Textbasierte Patentanalysen